# Karl Freytag

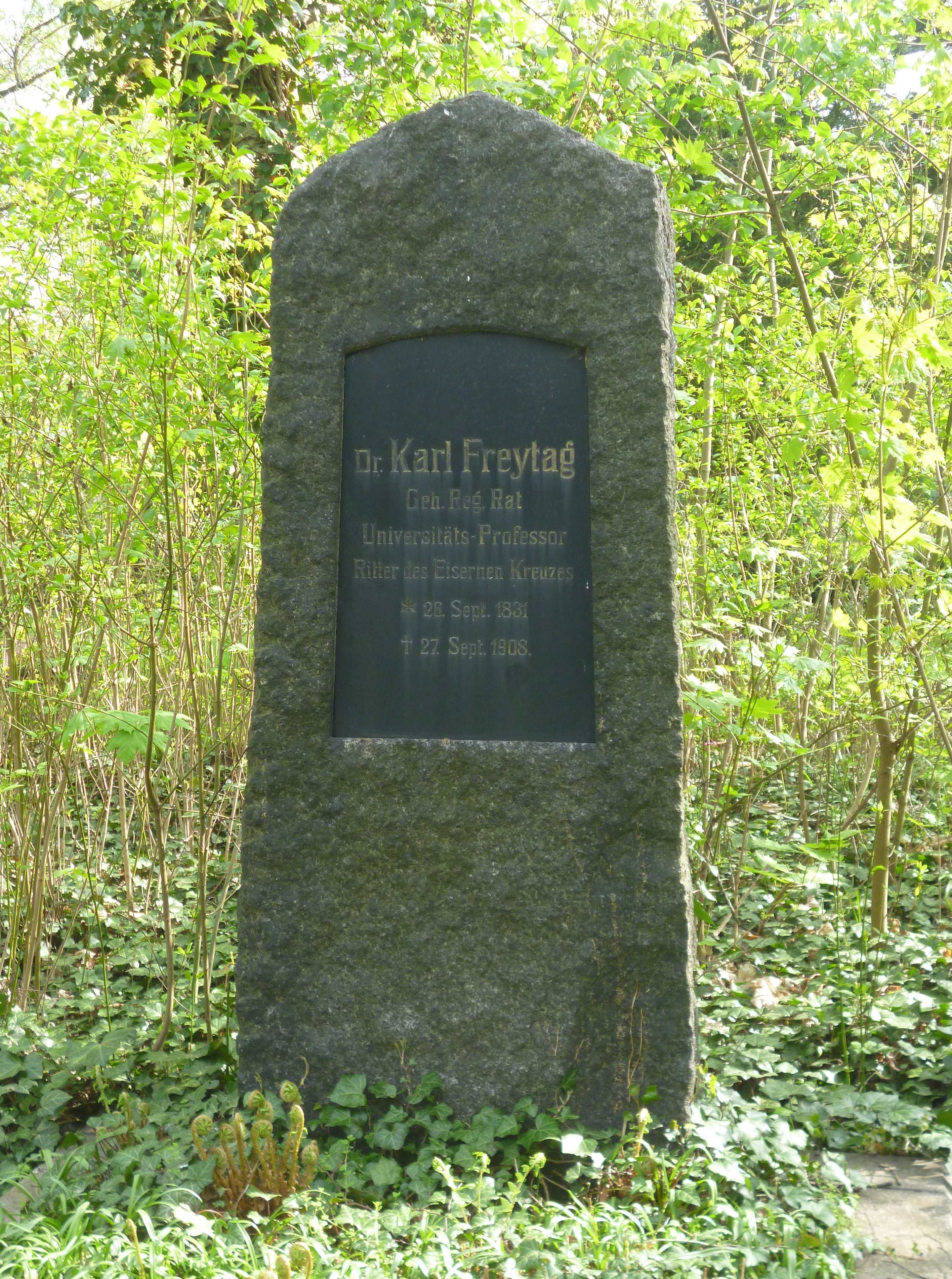
Grabstätte auf dem hallischen Nordfriedhof

Karl Freytag (* 26. September 1831 in Braunschweig; † 26. September 1908 in Halle an der Saale) war ein deutscher Zootechniker und Agrarwissenschaftler.

## Leben
Karl Freytag wurde am 26. September 1831 in Braunschweig geboren. Er besuchte in seiner Heimatstadt ein Realgymnasium, anschließend das Collegium Carolinum in Braunschweig und die Landwirtschaftsakademie in Poppelsdorf. Ab 1859 besaß er ein Gut in Quickborn, das er später auch für wissenschaftliche Untersuchungen verwendete. Ab 1864 leitete er das Versuchsfeld der Poppelsdorfer Akademie. Die Universität Rostock promovierte ihn 1866 zum Doktor phil.
Ab 1870 war er Verwalter des Versuchsfeldes des landwirtschaftlichen Tiergartens der Universität Halle. In diesem und dem folgenden Jahr nahm er auch am Deutsch-Französischen Krieg teil. Außerdem war er Leiter eines Sanitätskorps vor Metz. Dafür wurde er mit dem Eisernen Kreuz zweiter Klasse am weißen Bande ausgezeichnet.
Im Frühjahr 1871 wurde Freytag als Lehrer an die Universität Halle berufen. Ab 1875 lehrte er als außerordentlicher Professor spezielle Tierzuchtlehre und landwirtschaftliches Rechnungswesen. Ab dieser Zeit tätigte er auch Studienreisen, die ihn nach Spanien, Skandinavien, Russland, Balkan, Belgien, England und Schottland führten.
Freytag beschäftigte sich außerdem mit der Zucht von Schafen, Rindern und Pferden. Um Schafwolle zu beurteilen, mikroskopierte er, womit er Prüfungsmethoden bei der Zuchtauswahl verbesserte.
Am 26. September 1908 verstarb Freytag in Halle (Saale). Seine Grabstätte befindet sich auf dem hallischen Nordfriedhof.

## Schriften
- Über die Verdauungsvorgänge im Körper unserer Haussäugetiere mit besonderer Berücksichtigung der festen Ausscheidungsprodukte. Dissertation. 1866.
- Die Pferderassen des Orients und der südeuropäischen Staaten. 1880.
- Russlands Pferderassen. 1881.
- Russlands Rindviehrassen. 1877.
- Tabellarische Übersicht der europäischen Rinder. 1890.